# فين لانج
فين لانج (بالنرويجية البوكمول: Finn Lange)‏ هو ممثل نرويجي، ولد في 10 أكتوبر 1895، وتوفي في 7 ديسمبر 1976.

## وصلات خارجية
- فين لانج على موقع IMDb (الإنجليزية)
- فين لانج على موقع قاعدة بيانات الأفلام السويدية (السويدية)
- فين لانج على موقع قاعدة بيانات الفيلم (الإنجليزية)